# PZInż 302
Polski Fiat 508/518 – polski, lekki kołowy pojazd terenowy z okresu międzywojennego. 

## Historia
Pod koniec 1935 roku w Państwowych Zakładach Inżynierii powstał prototyp lekkiego pojazdu przeznaczonego głównie do holowania przeciwpancernych armat wz. 36 oraz przewożenia amunicji, obsługi i wyposażenia. Prototyp powstał on na bazie elementów pochodzących z samochodów Polski Fiat 508 oraz Polski Fiat 518. Przeprowadzone testy nowego pojazdu wykazały liczne wady, które wynikały z niedopracowania konstrukcji.
W roku 1936 przystąpiono do prac, które miały na celu wyeliminowanie wad wcześniejszego wozu. W pracach tych uczestniczył inż. Mieczysław Skwierczyński. Po próbach fabrycznych oraz testach wojskowych w roku 1937 rozpoczęto produkcję pojazdu pod oznaczeniem Polski Fiat 508/518.
Polski Fiat 508/518 występował w kilku wariantach. Najbardziej znaną odmianą jest ciągnik artyleryjski PZInż 302 z otwartym nadwoziem, opracowanym według wytycznych Biura Badań Technicznych Broni Pancernych. Pojazd był przeznaczony do holowania armat przeciwpancernych Bofors wz. 36 kal. 37 mm. Mógł też przewozić 5 żołnierzy obsługi armaty oraz amunicję w liczbie 80 naboi (16 skrzynek po 5 naboi). Ciągniki PZInż 302 były używane w pododdziałach artylerii przeciwlotniczej i przeciwpancernej 10 Brygady Kawalerii i Warszawskiej Brygady Pancerno-Motorowej, a także w oddziałach specjalnych niektórych jednostek kawalerii, piechoty oraz saperów.
W Wojsku Polskim wykorzystywano jeszcze inne warianty Fiatów 508/518, m.in. odmiany transportowe (z nadwoziem furgonowym), odmiany przeznaczone dla oddziałów łączności (przystosowane do przewożenia radiostacji polowych) oraz wariant dla kompanii ciężkich karabinów maszynowych (przystosowane do przewozu ckm-ów wz. 30, a także do prowadzenia ognia z karabinu zamocowanego na pojeździe). 
Po klęsce kampanii wrześniowej pewna liczba pojazdów Polski Fiat 508/518 dostała się w ręce Niemców. Później część z nich została włączona do wyposażenia Wehrmachtu.